# Amy Manson
Amy Manson (* 9. September 1985 in Aberdeenshire) ist eine britische Schauspielerin.

## Leben und Karriere
Amy Manson wuchs in Aberdeenshire auf. Ihre Mutter war eine Sozialarbeiterin und ihr Vater ein Elektriker. Sie hat eine Schwester namens Ailsa und einen Bruder namens James.
Schon als Kind interessierte sich Manson für die Schauspielerei. So besuchte sie einen Dramakurs, in dem sie das Singen, Tanzen und Schauspielern lernte. Ihre Schauspielausbildung absolvierte sie an der Central School of Speech and Drama.
Direkt nach ihrem Abschluss reiste Manson nach Rumänien und Thailand, um die Horrorfilme Pumpkinhead: Blutfehde und Bloodmonkey zu drehen. Bekannt wurde sie durch ihre Darstellung der Lizzie Siddal in Desperate Romantics, ihre Darstellung der Vampirin Daisy in Being Human, sowie durch die Rolle der Alice Guppy in Torchwood. Von 2015 bis 2016 war sie als Merida in der Fantasyserie Once Upon a Time – Es war einmal … zu sehen.
Neben ihren Film und Fernsehauftritten ist Manson eine gefragte Theaterschauspielerin. So trat sie unter anderem im National Theatre of Scotland auf. Für ihre Performance in Six Characters in Search of an Author gewann sie den Scottish Critics’ Choice Award als beste Schauspielerin.

## Filmografie (Auswahl)
- 2006: The Bill (Fernsehserie, Episode 22x28)
- 2007: Pumpkinhead: Blutfehde (Pumpkinhead: Blood Feud)
- 2007: My Family (Fernsehserie, Episode 7x08)
- 2007: Blood Monkey
- 2007: Nearly Famous (Fernsehserie, Episode 1x05)
- 2008: Doctors (Fernsehserie, Episode 9x179)
- 2008: Torchwood (Fernsehserie, Episoden 2x12–2x13)
- 2008: Casualty (Fernsehserie, Episoden 23x08–23x20)
- 2009: Desperate Romantics (Fernsehserie, Episoden 1x01–1x06)
- 2010: Being Human (Fernsehserie, Episoden 2x01–2x08)
- 2010: Agatha Christie’s Marple (Fernsehserie, Episode 5x01)
- 2011: Outcasts (Fernsehserie, Episoden 1x01–1x08)
- 2011: Misfits (Fernsehserie, Episode 3x06)
- 2011: Young James Herriot (Fernsehserie, Episoden 1x01–1x03)
- 2013: Raw (Fernsehserie, Episoden 5x05–5x06)
- 2013: Not Another Happy Ending
- 2013: The Field of Blood (Fernsehserie, Episoden 2x01–2x02)
- 2013: Harrigan
- 2014–2015: Atlantis (Fernsehserie, 11 Episoden)
- 2015–2016: Once Upon a Time – Es war einmal … (Once Upon a Time, Fernsehserie, 8 Episoden)
- 2015: Estranged
- 2017: T2 Trainspotting
- 2017: Edie – Für Träume ist es nie zu spät (Edie)
- 2017: The White Princess (Fernsehserie, 4 Episoden)
- 2019: Beats
- 2019: Run
- 2019: Doom: Die Vernichtung (Doom: Annihilation)
- 2021–2023: The Nevers (Fernsehserie)
- 2021: She Will
- 2021: Spencer
- 2023: Simon Becketts Die Chemie des Todes (Fernsehserie, 4 Episoden)
- 2023: Diplomatische Beziehungen (The Diplomat, Fernsehserie, 2 Episoden)
- 2023: Bodies (Fernsehserie, 6 Episoden)